# Нижняя Пойма (городское поселение)
Посёлок Нижняя Пойма  — муниципальное образование со статусом городского поселения в Нижнеингашском районе Красноярского края.
Административный центр — пгт Нижняя Пойма.
В рамках административно-территориального устройства соответствует административно-территориальной единице посёлок городского типа Нижняя Пойма (с подчинённым ему населённым пунктом).

## Население
| 2010  | 2011  | 2012  | 2013  | 2014  | 2015  | 2016  |
| ----- | ----- | ----- | ----- | ----- | ----- | ----- |
| 9540  | ↘9460 | ↘9308 | ↘9224 | ↘9168 | ↘8942 | ↘8782 |
| 2017  |       |       |       |       |       |       |
| ↘8728 |       |       |       |       |       |       |

## Состав
В состав городского поселения входят 3 населённых пункта:
| № | Населённый пункт | Тип населённого пункта      | Население |
| - | ---------------- | --------------------------- | --------- |
| 1 | Ключи            | посёлок                     | 25        |
| 2 | Курдояки         | посёлок                     | 515       |
| 3 | Нижняя Пойма     | пгт, административный центр | ↘7840     |

## Местное самоуправление
Дата избрания: 14.03.2010. Срок полномочий: 5 лет. Количество депутатов: 10
Глава муниципального образования
- Киреев Марат Фаннинович. Дата избрания: 14.03.2010. Срок полномочий: 5 лет